# Женская сборная Англии по регби
Женская сборная Англии по регби (англ. England women's national rugby union team) — национальная сборная Англии, представляющая Англию в международных соревнованиях сборных по регби-15. Управляется Регбийным союзом Англии. Является пятикратной чемпионкой Европы, двукратной чемпионкой мира (1994, 2014) и 15-кратной победительницей женского Кубка шести наций. Тренер — Саймон Миддлтон, наставник женской сборной Великобритании по регби-7 на Олимпиаде-2016; его предшественником был Гари Стрит, действующий тренер женского клуба «Харлекуинс».

## История
Первые неофициальные матчи сборная Англии провела в 1982 году. В 1983 году был образован Женский регбийный союз Англии (англ. Women's Rugby Football Union), управлявший развитием регби во всей Великобритании и Ирландии до мая 1994 года. Позже его сменила женская секция Регбийного союза Англии (англ. Rugby Football Union for Women): она управляет более чем 410 клубами (в том числе 170 профессиональных, 80 студенческих, 29 команд до 18 лет, 103 команды до 16 лет и 40 школьных команд). Все клубы распределены по зонам Северо-Запад, Северо-Восток, Йоркшир-Хамбер, Восточный Мидлендс, Западный Мидлендс, Восточные Графства, Лондон и Юго-Восток (Север), Юго-Восток (Юг), Юго-Запад (Север) и Юго-Запад (Юг). Женская сборная Англии с 2009 года использует ту же форму, что и мужская; до 2009 года форма значительно отличалась.
Сборная Англии является бессменной участницей всех чемпионатов мира с 1991 года и никогда не выпадала из призовой тройки, выиграв чемпионат в 1994 и 2014 годах. С сезона 1995/1996 является регулярной участницей Чемпионата домашних наций наравне с Ирландией, Шотландией и Уэльсом, выиграв его дебютный розыгрыш; потерпев поражение в сезоне 1997/1998 (победила Шотландия), англичанки позже долгое время не отдавали титул чемпионок никому. С сезона 1998/1999 в турнире участвовала и Франция, превратив турнир в Кубок пяти наций (Англия три раза подряд брала Большой шлем), а с сезона 2001/2002 он стал Кубком шести наций. С сезона 2007 года утвердился тот же состав, что и у мужского Кубка шести наций (ушла Испания, уступив место Италии). Англия проигрывала Кубок шести наций в 2002, 2004, 2005, 2013—2016 и 2018 годах.

## Состав
Заявка на Кубок шести наций 2020 (объявлено 27 января 2020 года).

## Достижения
- Чемпионки мира: 1994, 2014[3]
- Чемпионки Европы: 1997, 2007, 2008, 2011, 2012
- Чемпионки Кубка шести наций: 1996, 1997, 1999, 2000, 2001, 2003, 2006, 2007, 2008, 2009, 2010, 2011, 2012, 2017, 2019, 2020, 2021, 2022 (18 раз)
  - Обладательницы Большого шлема Кубка шести наций: 1996, 1997, 1999, 2000, 2001, 2003, 2006, 2007, 2008, 2010, 2011, 2012, 2017, 2019, 2020, 2022 (16 раз)
  - Обладательницы Тройной короны Кубка шести наций: 1996, 1997, 1999, 2000, 2001, 2002, 2003, 2004, 2005, 2006, 2007, 2008, 2010, 2011, 2012, 2014, 2016, 2017, 2018, 2019, 2020, 2022 (22 раза)